# 20646 Nikhilgupta
20646 Nikhilgupta è un asteroide della fascia principale. Scoperto nel 1999, presenta un'orbita caratterizzata da un semiasse maggiore pari a 3,0003448 UA e da un'eccentricità di 0,0630274, inclinata di 1,66749° rispetto all'eclittica.